# Jüri Vilms

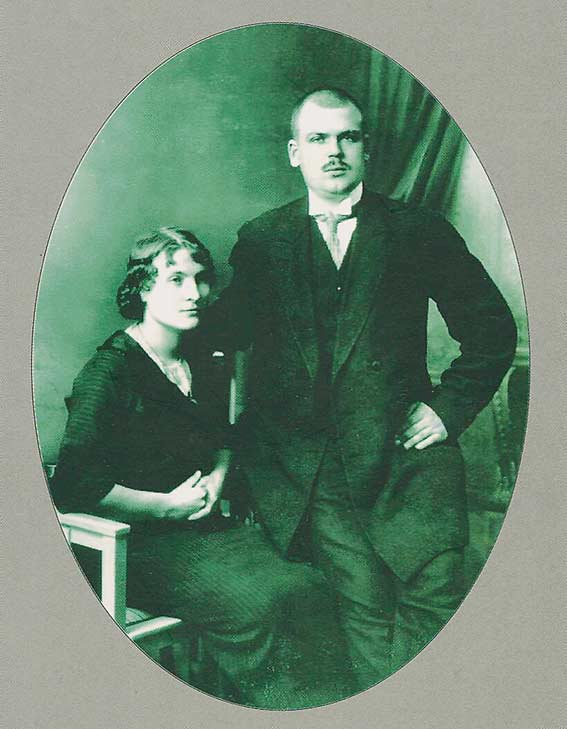
Jüri Vilms mit seiner Ehefrau Marie Oberst

Jüri Vilms (* 1. Märzjul. / 13. März 1889greg. in Arkma, Gemeinde Pilistvere (heute zur Gemeinde Türi), Estland; † wahrscheinlich 13. April 1918 in Helsinki, Finnland) war ein estnischer Politiker und 1918 Mitbegründer der Republik Estland.

## Frühe Jahre
Jüri Vilms (bis in die 1920er Jahre Schreibweise Jüri Wilms) wurde als Sohn eines Landwirts geboren. Er besuchte die Kirchspiel-Schule von Pilistvere und das Knabengymnasium von Pärnu. 1905 wurde er aus politischen Gründen von der zaristischen Polizei verhaftet und der Schule verwiesen. Kurzzeitig floh er nach Finnland, kehrte aber bald wieder nach Pärnu zurück, wo er 1907 sein Abitur ablegte.
Jüri Vilms studierte von 1907 bis 1911 Rechtswissenschaft an der Kaiserlichen Universität Dorpat. Er war danach als Anwalt in Tallinn tätig. 1912/13 war er darüber hinaus gefragter Journalist für juristische Themen.

## Politiker
Mit der russischen Februarrevolution 1917 ging Jüri Vilms aktiv in die Politik. Er vertrat sozialdemokratische Ideen und war im Mai 1917 Mitbegründer der späteren Estnischen Arbeitspartei. Als einer der ersten Politiker forderte er eine vollständige Autonomie Estlands vom russischen Reich. In Auseinandersetzungen mit Jaan Tõnisson, der einen moderateren Kurs vertrat, und mit Konstantin Päts, der damals zu weiten Zugeständnissen an die deutschbaltische Oberschicht in Estland bereit war, profilierte sich Vilms mit radikaleren Ideen zur estnischen Souveränität.
Ab 1917 gehörte Vilms dem durch Beschluss der provisorischen Regierung Russlands vom 12. April 1917 gebildeten Provisorischen Landrat des Estländischen Gouvernements (Eestimaa Kubermangu Ajutine Maanõukogu) an. Vom 27. Juli bis 25. Oktober 1917 war Vilms auch dessen 2. Stellvertretender Vorsitzender.

## Estnische Unabhängigkeit
Am 19. Februar 1918 wurde Jüri Vilms zusammen mit Konstantin Päts und Konstantin Konik Mitglied des vom Ältestenrat des estnischen Landrats (Eesti Maanõukogu Vanematekogu) ins Leben gerufenen Estnischen Rettungskomitees (Eesti Päästekomitee). Dem Rettungskomitee wurde alle exekutive Macht in Estland anvertraut.
Am 24. Februar 1918 wurde die staatliche Unabhängigkeit Estlands ausgerufen. Am selben Tag bildete das Rettungskomitee die 13-köpfige Provisorische Regierung Estlands. Ihr gehörte Jüri Vilms als stellvertretender Regierungschef und Gerichtsminister an.

## Tod
Im März 1918 machte sich Jüri Vilms während der deutschen Besetzung Estlands mit drei Gefährten (Arnold Jürgens, Johannes Peistik und Aleksei Rünk), einem Schlitten und einem Pferd über die zugefrorene Ostsee auf, um über Finnland (wo gerade ein Bürgerkrieg stattfand) nach Schweden zu reisen. Dort sollte er außenpolitische Unterstützung für die junge Republik Estland sicherstellen. Am 24. März 1918 wurden die vier Männer von deutschen Soldaten auf der Insel Suursaari verhaftet. Die vier wurden bald danach wohl in Helsinki (möglicherweise in der Zuckerfabrik von Töölö) hingerichtet; ihr genaues Schicksal konnte bis heute nicht geklärt werden. 1920 wurde er in Pilistvere (heute Gemeinde Kõo) beigesetzt. Sein Denkmal in Pärnu wurde 2005 von Mare Mikoff geschaffen.

## Nachwirken
Jüri Vilms ist die Hauptfigur des 1993 erschienenen historischen Romans Tabamatus von Jaan Kross.